# Waldschlössel
Das Waldschlössel auf dem Treutelsberg bei Klingenmünster in Rheinland-Pfalz ist eine der ältesten Burganlagen der Pfalz, bei der man von einer wirklichen Turmhügelburg (Motte) und nicht von einer Fliehfeste sprechen kann. Der ursprüngliche Name der Anlage, die seit Juli 2000 unter dem Schutz der UNESCO steht, ist unbekannt, oft wird sie auch nur als Schlössel bezeichnet. Es ist nicht mit Sicherheit zu klären, ob sie mit der in einer Urkunde genannten villa walahstede identisch ist. Bisher sind keine schriftlichen Aufzeichnungen zur Entstehung der Burg, ihrer Funktion und ihren Bewohnern bekannt.

## Geschichte
Das Waldschlössel ist eine urkundlich nicht überlieferte Burg, deren ursprünglicher Name unbekannt ist. Die Bezeichnung Waldschlössel oder Schlössel erhielt die Anlage erst nach ihrer Zerstörung. Alle Angaben sind daher ausschließlich auf archäologische Befunde stützbar.

### Spätkarolingische Fliehburg
Die Höhenburg entstand in zwei weit auseinanderliegenden Bauphasen. Die als Vorburg bezeichnete Anlage des größeren Ringwalls, der die spätere Burg umspannt, ist in der Zeit zwischen 880 und 920 entstanden. Sie gehört zu einer Reihe von ähnlichen Fliehburgen in der Pfalz, die zum Schutz gegen die Normanneneinfälle errichtet wurden. Sie liegt in unmittelbarer Nachbarschaft des Heidenschuh. Weitere Anlagen waren die Heidenlöcher, Burg Schlosseck und die Heidenburg bei Gimmeldingen.

### Salierzeitliche Turmhügelburg
Um 1030 wurde die eigentliche Burg erbaut. Sie stammt somit aus der Salierzeit und war eine Turmhügelburg. Aus jener Zeit sind der sogenannte „Mörtelplatz“ und zwei Gebäudereste erhalten. Daneben können Feuerstellen und ein Erzofen in diese Phase datiert werden.
Das zweite Drittel des 11. Jahrhunderts wird als die erste Nutzungsperiode der Burg angenommen. Vermutlich nach einer Zerstörung wurde sie im letzten Drittel des 11. Jahrhunderts wieder aufgebaut, wobei zahlreiche Änderungen an der Bausubstanz durchgeführt wurden. Die dritte Nutzungsperiode liegt zu Beginn des 12. Jahrhunderts. Auch hier dürfte eine erneute Zerstörung der Burg den Anlass zum Umbau gegeben haben.
Als Bauherr kommt der Salierkönig Konrad II. in Frage. Nach der Berufung von Erzbischof Adalbert I. von Mainz zum Kanzler eignete sich dieser in kurzer Zeit kaiserliche Güter, Kirchengüter und Besitzungen des Reiches an. Durch die Territorialpolitik Adalberts I. rückten seine Verwandten in die Gegend um Klingenmünster ein. Die Linie der Saarbrücker stellte somit Schutzvögte des Klosters Klingenmünster und seiner Besitzungen. Auch das Schlössel kam auf diese Weise in den Besitz der Grafen von Saarbrücken. Im weiteren Verlauf der Geschichte ging die Schutzherrschaft auf das Kaisergeschlecht der Staufer über. Es bestand eine enge Verwandtschaft zwischen den Saarbrückern und dem ersten Stauferkönig Konrad III. Das gute Verhältnis zwischen Graf Simon I. von Saarbrücken und dem Stauferkaiser Friedrich I. (Barbarossa) muss eine empfindliche Störung erlitten haben, denn die Burgen des Grafen wurden im Jahr 1168 auf Befehl des Kaisers zerstört. Hiervon könnte auch das Schlössel betroffen gewesen sein.
Die zerstörte Burg geriet noch im Mittelalter in Vergessenheit und die Überreste, ca. 2700 Kubikmeter Steine, überwucherten. „Aufgetaucht“ ist sie erst wieder 1855, als Steine von der Burg zum Bau des Pfalzklinikums für Psychiatrie und Neurologie in Klingenmünster abgetragen wurden. Im Jahr 1890 untersuchte der Altertumsforscher Christian Mehlis die Burg wissenschaftlich und ließ große Teile der Anlage freilegen. Damals sollen noch Fensterbänke und Säulen vorhanden gewesen sein. Weitere Grabungen führte Friedrich Sprater 1935 durch und die gesamte Kernburg wurde freigelegt. Seit 1988 finden im Auftrag des Landesamtes für Denkmalpflege Rheinland-Pfalz immer wieder Ausgrabungen zur Erforschung der Anlage statt.

## Beschreibung

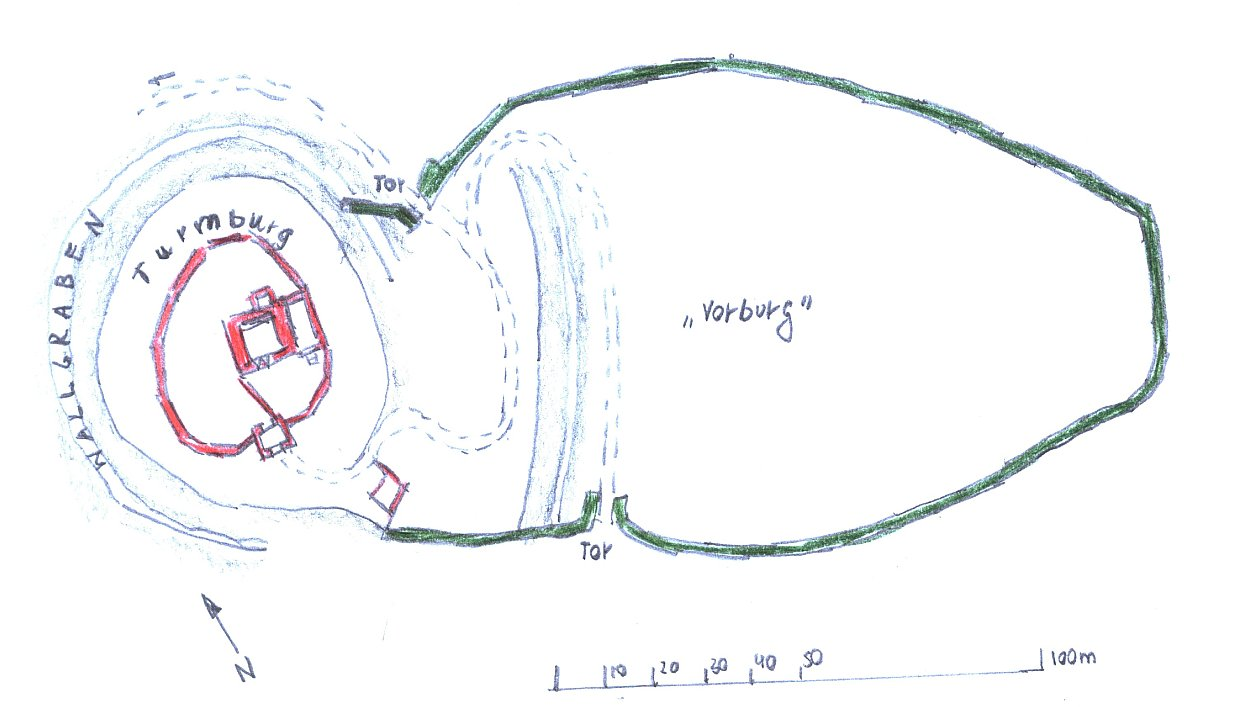
Grundriss-Skizze: rot = Turmburg des 11. Jh.; grün = frühmittelalterliche Wallburg

### Baubestand im zweiten Drittel des 11. Jahrhunderts

#### Wirtschaftshof
Durch vier Pfostenlöcher lässt sich ein polygonales Gebäude mit einer Länge von rund sieben Metern und einer Breite von 3,5 Metern rekonstruieren, in dessen Inneren zwei Feuerstellen gefunden wurden. Die Begleitfunde lassen erste Hinweise auf Buntmetall- oder Glasverarbeitung zu. In den Feuerstellen und in der unmittelbaren Umgebung wurden mehrere Keramikscherben mit gelben, roten und grünen Materialresten gefunden. An der südlichen Feuerstelle konnte eine Scherbe aus grünem durchsichtigem Glas mit Bemalung geborgen werden. Unmittelbar vor dem Gebäude haben sich zum Teil mehrere Steinschichten eines in den Boden eingetieften Ofens mit Arbeitsraum erhalten. Die Steine im Ofen weisen teils starke Abplatzungen durch große Hitze auf. Die Öffnung des Feuerraums liegt ebenerdig. Insgesamt bestehen große Ähnlichkeiten zu dem Backofen vor der Küche im Oberhof, sodass dort vorerst ein Backofen angenommen werden kann. Sollten sich jedoch die ersten Hinweise auf Glasverarbeitung erhärten, ist dort auch eine Nutzung als Kühlofen nicht auszuschließen.
Außerdem befand sich im Wirtschaftshof ein weiteres Gebäude sowie vier Öfen und Feuerstellen.

#### Wohnturm mit Vorbau
Im Keller des Wohnturms wurden Vorräte an Wein und Wasser gelagert, das unter anderem von der Marthaquelle herangeschafft und durch eine Öffnung im Wohnturm in den Keller geleitet wurde. Im ersten Stockwerk befand sich die Küche und wahrscheinlich Lagerräume. Die oberen Stockwerke dienten den Besitzern und den Bediensteten als Wohnbereich.

### Baubestand im letzten Drittel des 11. Jahrhunderts

#### Wirtschaftshof
Im Wirtschaftshof wurden Überreste dreier Gebäude gefunden, von denen eines als Badehaus diente. Im mittleren konnten darüber hinaus Spuren einer Schmiede festgestellt werden.
Dieses stand direkt am Torturm. Die Feuerstelle in der südwestlichen Ecke des Gebäudes war nicht nur deutlich größer als bisher bekannt, sondern es handelt sich hierbei offenbar um einen offenen Kamin mit einer Breite von rund 1,50 Metern. Die nördliche Wange aus Stein mit einer Höhe von etwa 1,10 Metern wurde bereits am Anfang der Grabungen in diesem Bereich abgetragen. Von der südlichen Wange hat sich lediglich der Stumpf erhalten, der teils starke Abplatzungen aufweist. Unmittelbar neben dem Kamin wurde im Verlauf des Fundaments ein verkohltes Brett mit einer Länge von einem Meter und einer Breite von 0,20 Meter gefunden. Dabei dürfte es sich um eine Türschwelle handeln.
Das Kernstück des Gebäudes bildet jedoch eine aufwendige Heizungsanlage, die weitgehend unter dem Laufhorizont des Gebäudes liegt. Sie wurde durch eine Steintreppe zwischen dem Gebäude und der Ringmauer erschlossen. Der Heizungsraum besaß ein Tonnengewölbe mit einer Scheitelhöhe von 1,80 Metern und war nach außen mit einer wohl zweiflügligen Tür verschlossen.
Der Ofen bestand aus zwei Teilen: Unter einem Heißluftraum lag der Feuer- oder Schürraum, dessen rundbogige Schüröffnung 20 cm über dem Boden des Heizungsraums liegt und keinen Verschleiß aufweist. Der Heißluftraum ragte in den darüber liegenden Raum hinein und besaß oben offenbar eine runde Öffnung, die mit einem Stein verschlossen war und der Wärmeregulierung diente. Von dem Heißluftraum geht rechtwinklig ein Kanal ab, der etwa in der Längsachse des Gebäudes verläuft und mit Steinplatten bedeckt war. Für ein Dampfbad wurden die heißen Platten des Kanals mit Wasser übergossen. Die Konstruktion des Ofens ist für ein reines Dampfbad untypisch. Es ist somit sehr wahrscheinlich, dass es auch normale Bäder in Holzbehältern gab.

#### Oberhof
Im Oberhof stand neben dem Wohnturm ein größeres Gebäude mit einem außen gelegenen Backofen, das die Küche beherbergte. Durch die Auslagerung dieses Raumes war im Wohnturm mehr Platz geschaffen worden. Eine Maueröffnung zum Torturm diente als Abfluss. Im Vorbau zum Wohnturm wurden zeitweise Tiere gehalten.

### Baubestand zu Anfang des 12. Jahrhunderts
Einige Grabungsfunde konnten nicht in das 11. Jahrhundert datiert werden, weshalb es weitere Umbau- und Nutzungsphasen zu Beginn des 12. Jahrhunderts gegeben haben muss. Jedoch sind dazu noch keine detaillierten Informationen bekannt.

### Heutiger Baubestand

#### Die „Vorburg“
Auf der Ostseite schließt sich die länglich ovale „Vorburg“ an, eine karolingische Fliehburg, die teilweise von der späteren Turmburg überdeckt ist. Ob die frühmittelalterliche Anlage im 11. Jahrhundert überhaupt noch als Vorburg genutzt wurde, lässt sich nicht mit Sicherheit sagen. Ihr Wall, der heute als Trockenmauer erscheint, besteht zum größten Teil aus Findlingen, die ursprünglich vielleicht durch Mörtel zusammengehalten wurden. Auf der Nord- und Südseite konnten Toranlagen gefunden werden. Aus der Gestaltung der Tore schließt man, dass sich darüber Holztürme befanden. Die Ringwallanlagen sind teilweise noch recht gut zu erkennen. Der eigentliche Zugang von der Vorburg zum Torturm lässt sich zurzeit nur erahnen. Nach Abschluss der derzeitigen Ausgrabungen im Inneren der Burg sollen die Außenanlagen und der Zugangsweg genauer untersucht werden.

#### Die Turmburg
Der Torturm
Der Torturm hat einen Durchgang zum Burghof. Seine Außenmaße betragen 6,00 mal 7,30 Meter. Die großen Quader der südlichen Frontwand wurden in einer Bautechnik bearbeitet, die im letzten Viertel des 11. Jahrhunderts bis zum Anfang des 12. Jahrhunderts angewandt wurde und sollten offenbar repräsentative Wirkung erzielen.
Der Torturm besaß zwei zweitürige Flügeltore mit einer Durchgangshöhe von 2,50 Meter. An ihm sind Reparaturarbeiten zu erkennen, die auf eine mehrfache Zerstörung hindeuten. Auf der rechten Seite des Eingangs wurde bei einer früheren Ausgrabung (wahrscheinlich 1935) fälschlicherweise ein Türgewand eingesetzt. Dieses ist zwar authentisch, gehört aber zu einem der Gebäudeeingänge.
Burgareal innerhalb der Ringmauer
An den Torturm schließt sich die Ringmauer aus kleinen Steinquadern an, die ein unregelmäßiges Vieleck bildet. Sie entstand kurz nach dem Bau des Wohnturmes und hat wohl einen Wall aus Sand und Holzpflöcken ersetzt.
Das Burgareal teilt sich in zwei Bereiche. Im südöstlichen Wirtschaftshof standen die Wirtschaftsgebäude der angesiedelten Handwerker. Nach dem Torturm gelangte man durch ein weiteres Tor auf der rechten Seite in den Oberhof. Dieser war für die Burgbesitzer und seine Angestellten zugänglich. Der Oberhof wurde vom Torturm und vom Vorbau des Wohnturms aus kontrolliert.
Im westlichen Bereich des Wirtschaftshofes befindet sich eine Fläche von rund 35 m², auf der sich teilweise zwei feste Mörtelschichten erhalten haben. Hier dürfte der „Mörtelplatz“ gelegen haben, auf dem der Mörtel für die Bauarbeiten an der Anlage gemischt wurde.
Der Wohnturm
Die Baugestalt des massigen Wohnturms, der im Westen auf etwa 6 m Höhe erhalten ist, lässt sich aufgrund des Volumens der verbliebenen Schuttmenge (ca. 2500 m³) sowie einzelner Baufragmente rekonstruieren. Demnach ist oberhalb von Keller und Erdgeschoss von vier weiteren Stockwerken auszugehen, die ihren Abschluss in einer pyramidenförmigen Dachkonstruktion aus Eifelschiefer fanden. Auf dieser Basis lässt sich die Gesamtfläche abschätzen: Bei einem quadratischen Grundriss von 13,3 mal 13,3 m und einer Mauerstärke von ca. 2,5 m auf Bodenhöhe und 2,4 m im ersten Obergeschoss lassen sich 320–380 m² Nutzfläche annehmen. Die Mauerschalen des Turmes sind in Buntsandstein ausgeführt, an der Südseite sorgen drei schmale Mauerschlitze für Beleuchtung. Erhalten sind auch drei vollständige Fenstersäulen und mehrere Würfelkapitelle sowie eine Fensterbank mit eingeritztem Mühlespielplan. Farbige Putzfragmente und Reste von Glasfenstern lassen auf eine repräsentative Ausgestaltung der Räumlichkeiten schließen. Ein buntes Fenster in den Maßen 40 mal 16 cm sowie Marmorplatten mit dem Bild eines Lammes Gottes weisen auf das Vorhandensein einer integrierten Kapelle oder Gebetsnische hin.
Flankiert wird der Wohnturm von zwei weiteren Baukörpern: Im Norden von einem schachtartigen Anbau mit einem Grundriss von 4 mal 3,5 m. Vermutet wird hier ein Abortschacht. Im Osten lehnt sich ein zeitgleich errichteter Vorbau von 13,3 mal 5,60 m an. Er diente sehr wahrscheinlich dem Schutz des vermutlich im zweiten Geschoss gelegenen Hocheingangs. Der Eingang des Vorbaus liegt in einer Höhe von etwa 1,50 Metern. Davor liegt ein Podest, das früher nur durch eine Rampe erreichbar war. Sie verlief an der Mauer entlang, sodass der Einsatz eines Rammbocks an der Tür des Vorbaus unmöglich war.

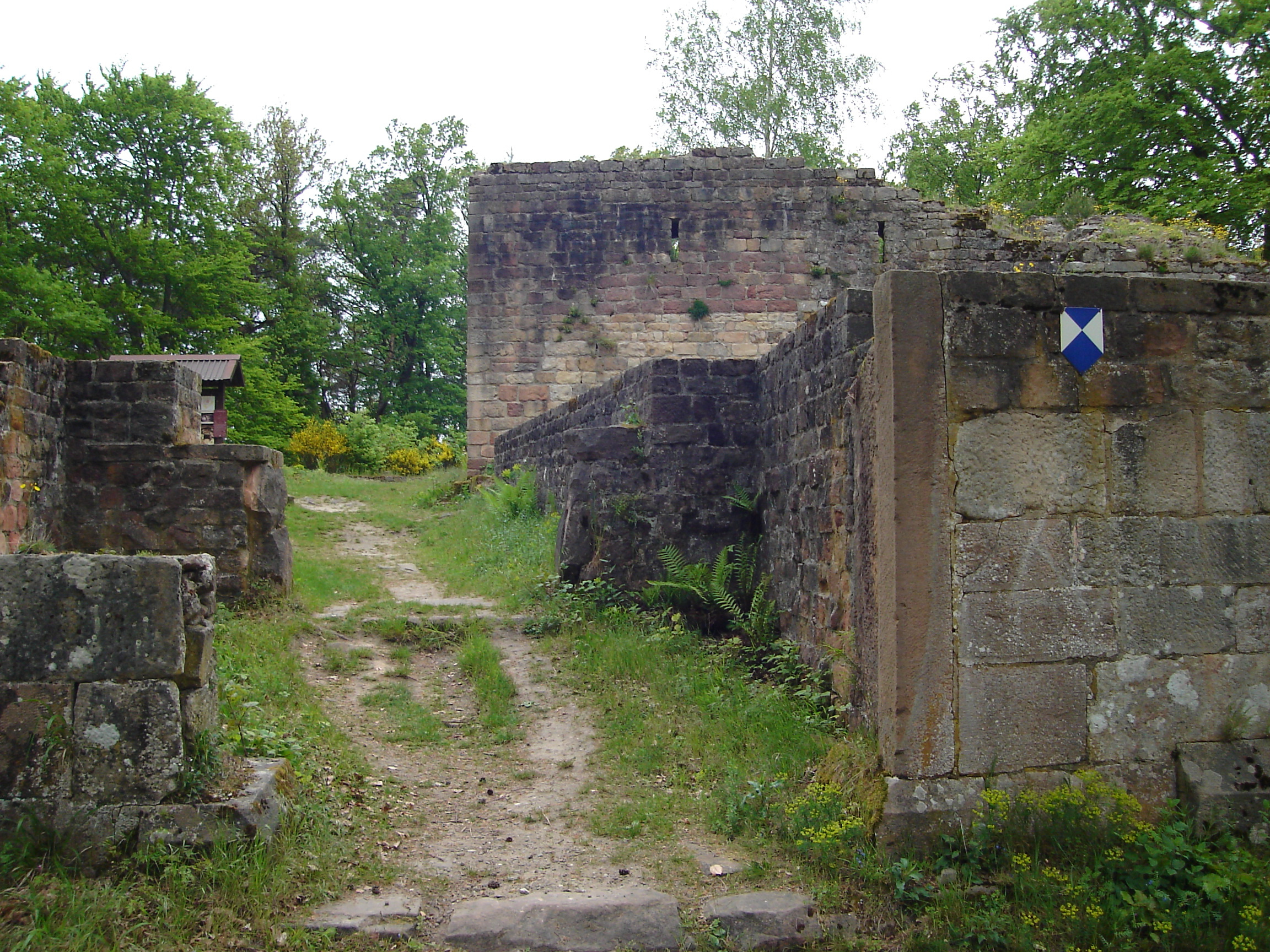
Eingang zur Turmburg
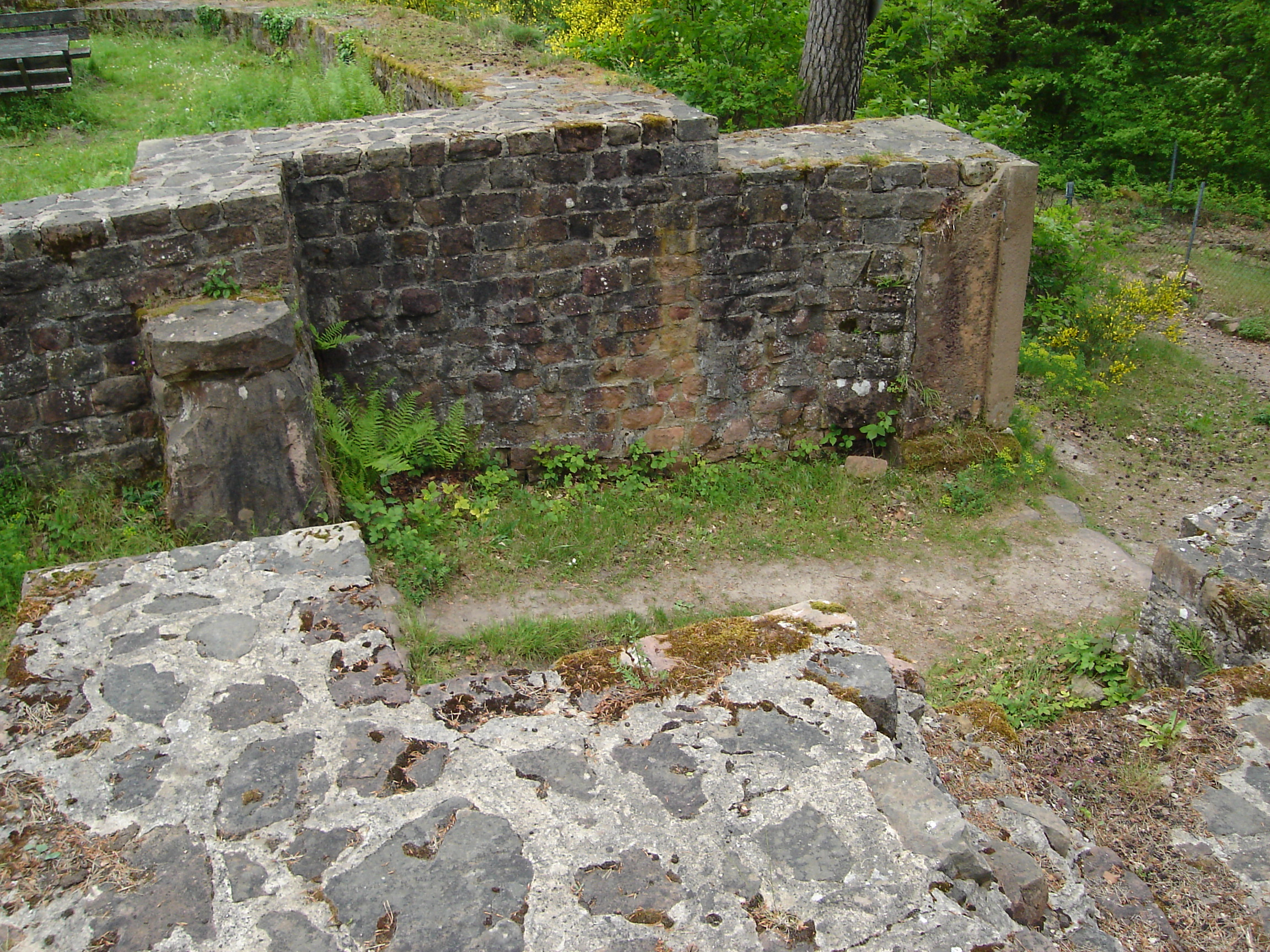
Torhaus
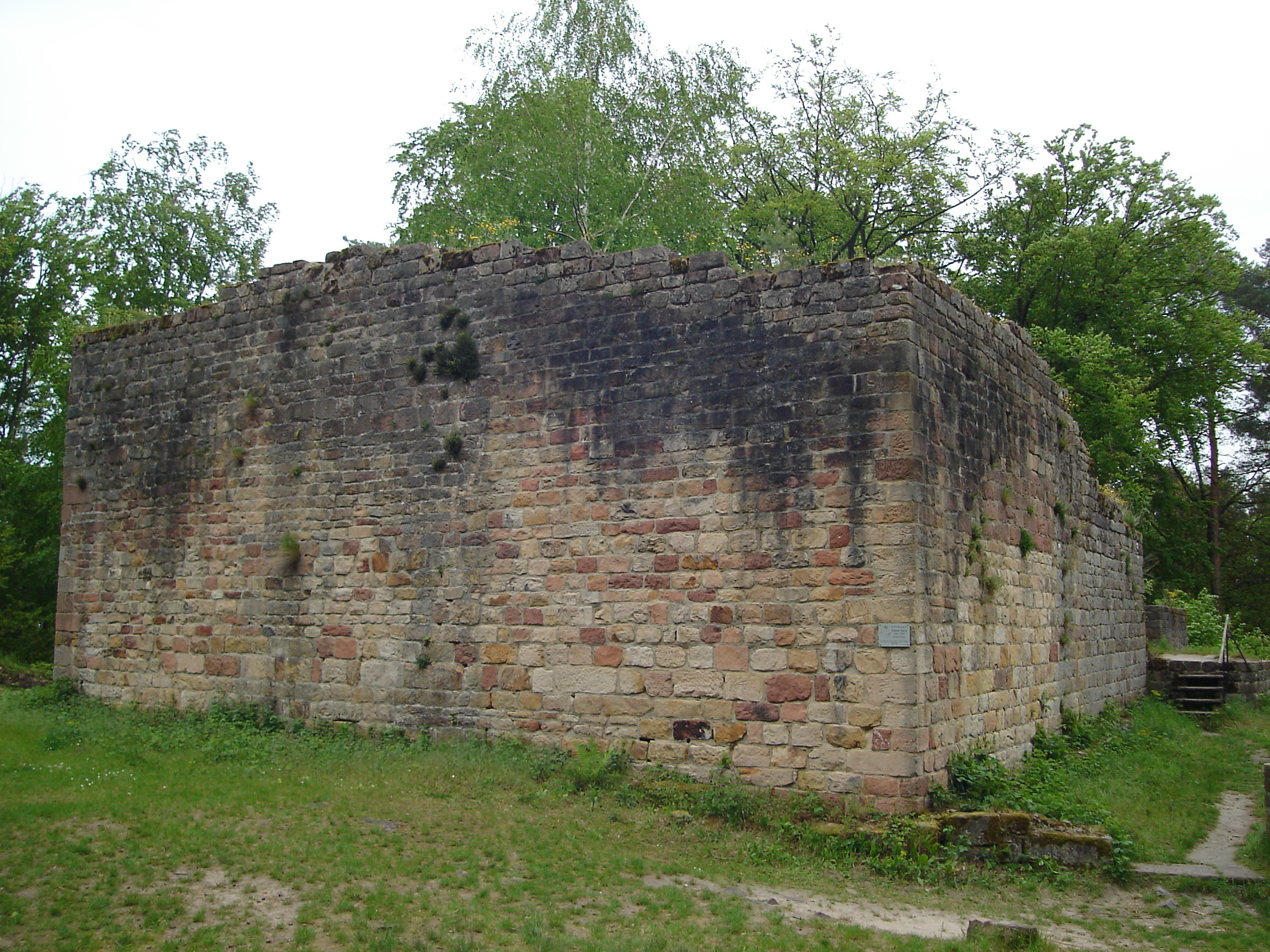
Wohnturm
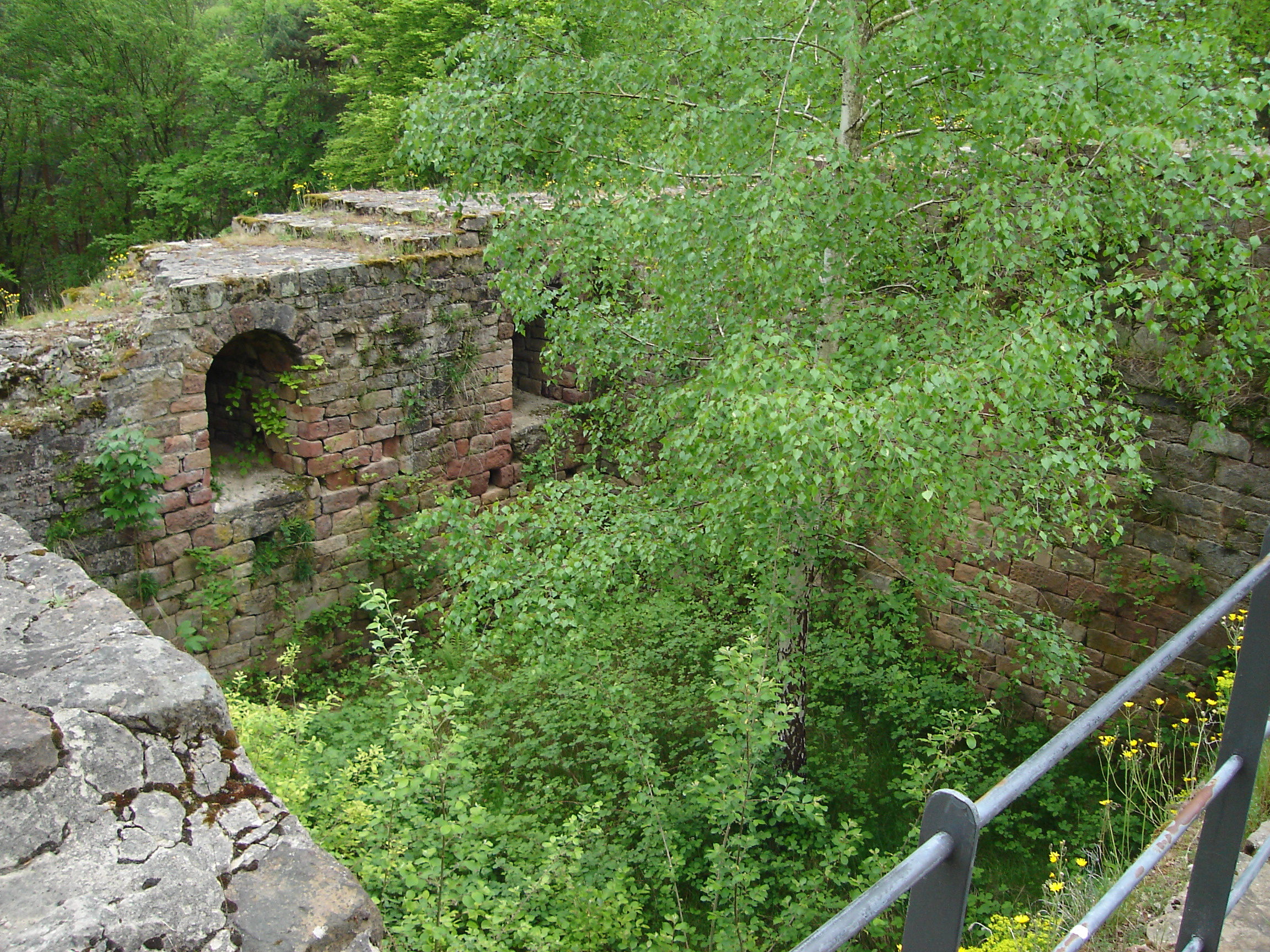
Wohnturm, Innenansicht
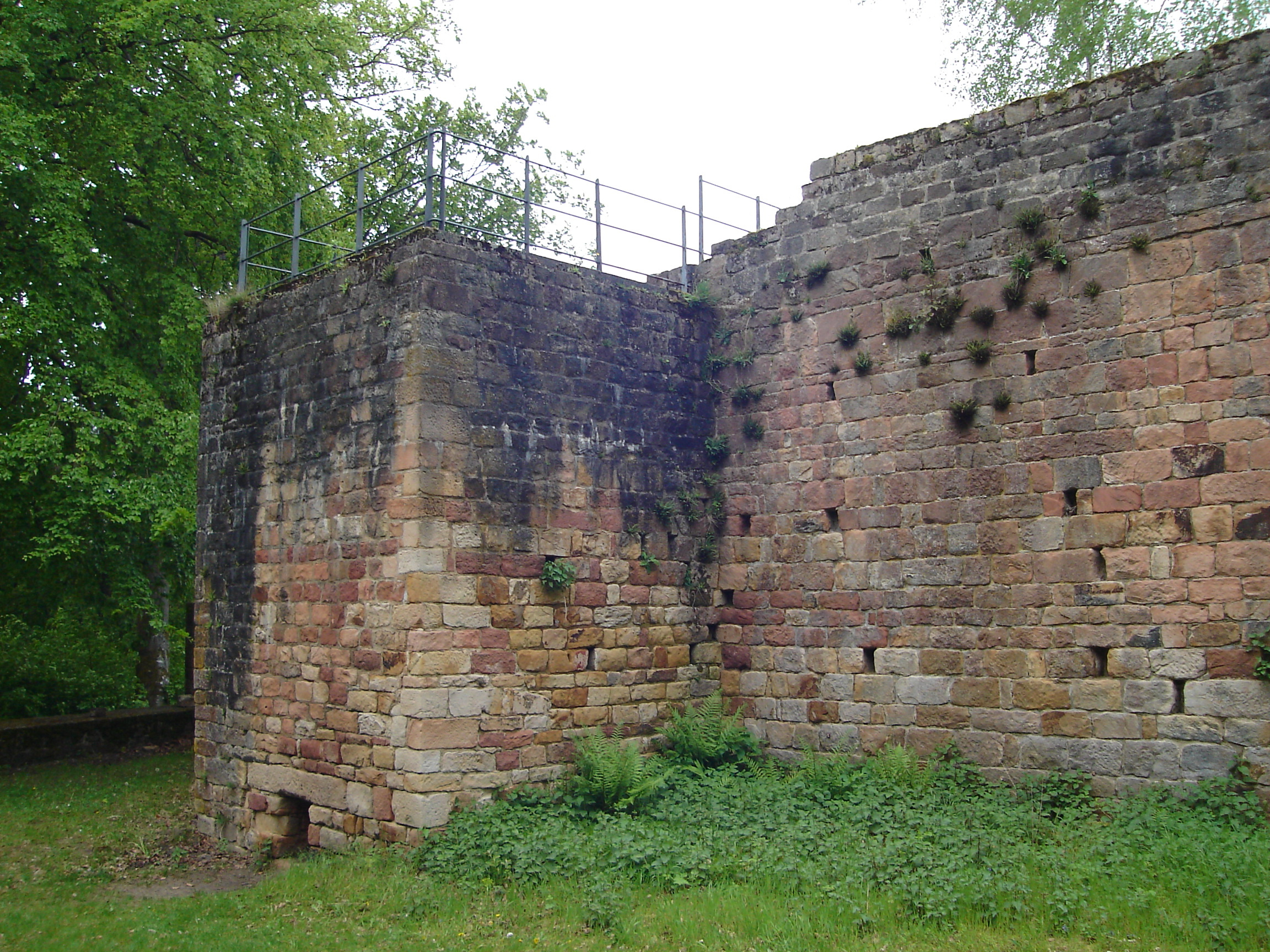
Vermuteter Abortschacht